# Liste der Biografien/Arz
Liste der Biografien |
Portal Biografien |
Personensuche
# |
A |
B |
C |
D |
E |
F |
G |
H |
I |
J |
K |
L |
M |
N |
O |
P |
Q |
R |
S |
T |
U |
V |
W |
X |
Y |
Z |
?
 
Aa |
Ab |
Ac |
Ad |
Ae |
Af |
Ag |
Ah |
Ai |
Aj |
Ak |
Al |
Am |
An |
Ao |
Ap |
Aq |
Ar |
As |
At |
Au |
Av |
Aw |
Ax |
Ay |
Az
 
Ara |
Arb |
Arc |
Ard |
Are |
Arf |
Arg |
Arh |
Ari |
Arj |
Ark |
Arl |
Arm |
Arn |
Aro |
Arp |
Arq |
Arr |
Ars |
Art |
Aru |
Arv |
Arw |
Arx |
Ary |
Arz
Die Liste der Biografien führt alle Personen auf, die in der deutschsprachigen Wikipedia einen Artikel haben. Dieses ist eine Teilliste mit 66 Einträgen von Personen, deren Namen mit den Buchstaben „Arz“ beginnt.

## Arz
- Arz von Straußenburg, Arthur (1857–1935), österreich-ungarischer OffizierArthur Arz von Straußenburg (1857–1935)

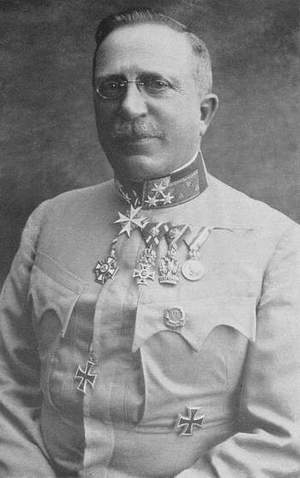
Arthur Arz von Straußenburg (1857–1935)

- Arz von Straussenburg, Herbert (1926–2018), deutscher Diplomat
- Arz von Straussenburg, Konrad (* 1962), deutscher Diplomat
- Arz, Martin (* 1963), deutscher Schriftsteller und bildender Künstler

### Arza
- Arza, Juan (1923–2011), spanischer Fußballspieler und -trainer
- Arzak, Elena (* 1969), spanische Köchin
- Arzak, Juan Mari (* 1942), spanischer Koch
- Arzamendia, Santiago (* 1998), paraguayischer Fußballspieler
- Arzani, Daniel (* 1999), australischer Fußballspieler

### Arzb
- Arzbächer, Johann Christian (1803–1873), Gastwirt und Mitglied der Landstände des Herzogtums Nassau
- Arzberger, Georg (* 1981), deutscher Klarinettist und Hochschullehrer
- Arzberger, Heinz (* 1972), österreichischer Fußballtorwart und -torwarttrainer
- Arzberger, Johann (1778–1835), österreichischer Techniker und Wissenschaftler

### Arzd
- Arzdorf, Franz (1904–1974), deutscher Schauspieler und Regisseur

### Arze
- Arze Murillo, José Antonio (1924–2000), bolivianischer Politiker und Diplomat
- Arzé, Jean (* 1941), französischer Radrennfahrer
- Arze, Vicente (* 1985), bolivianischer Fußballspieler
- Arzebarskyj, Anatolij (* 1956), sowjetisch-ukrainischer Kosmonaut
- Arzelà, Cesare (1847–1912), italienischer Mathematiker
- Arzenbacher, Anne (* 1978), deutsche Schauspielerin
- Arzeno, Claudio (* 1970), argentinischer Fußballspieler
- Arzens, Paul (1903–1990), französischer Designer
- Arzet, Robert (1889–1950), deutscher Kaufmann, Archivar und Schriftleiter

### Arzh
- Arzhantseva, Goulnara (* 1973), russische Mathematikerin
- Arzheimer, Kai (* 1969), deutscher Politologe

### Arzi
- Arzibaschew, Sergei Nikolajewitsch (1951–2015), russischer Theaterregisseur und Schauspieler
- Arzilli, Giuseppe (1941–2023), san-marinesischer Politiker, Staatsoberhaupt von San Marino
- Arzilli, Marco (* 1971), san-marinesischer Politiker
- Arzimowitsch, Lew Andrejewitsch (1909–1973), sowjetischer Physiker
- Arzinger, Rudolf (1922–1970), deutscher Völkerrechtler und Jurist
- Arzinger-Jonasch, Helmtraut (1935–2007), deutsche Chirurgin und Hochschullehrerin in Leipzig

### Arzn
- Arzner, Dorothy (1897–1979), US-amerikanische Filmregisseurin und FilmeditorinDorothy Arzner (1897–1979)

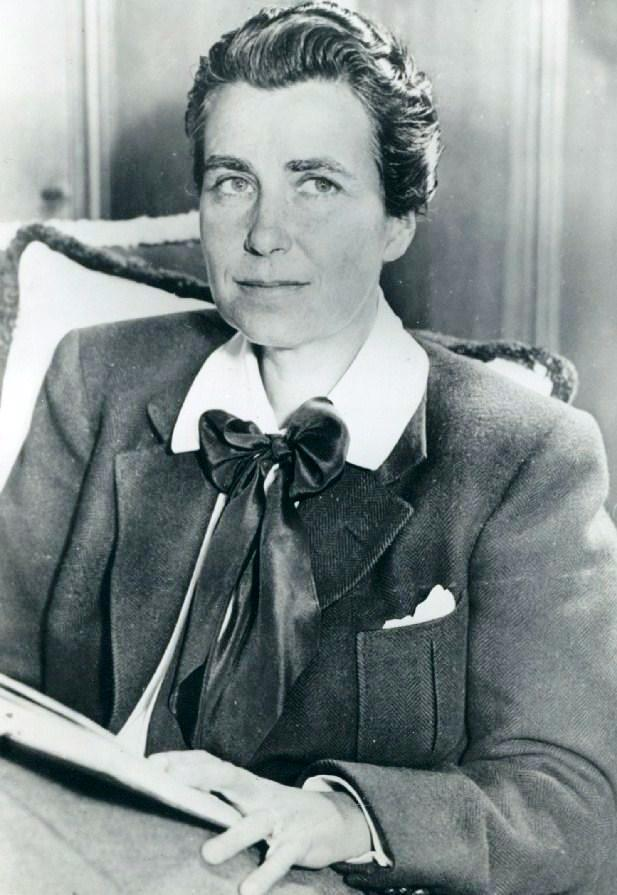
Dorothy Arzner (1897–1979)

### Arzo
- Arzo, César (* 1986), spanischer Fußballspieler
- Arzoz Azofra, Josu (* 2004), spanischer Handballspieler

### Arzr
- Arzruni, Andreas (1847–1898), Mineraloge
- Arzruni, Meruschan, armenischer Heerführer
- Arzruni, Towma, Historiker und geistlicher Gelehrter im Reich Vaspurakan

### Arzt
- Arzt, Arthur (1880–1953), deutscher Politiker (SPD), MdR
- Arzt, Clemens (* 1958), deutscher Rechtswissenschaftler und Hochschullehrer
- Arzt, Eduard (* 1956), österreichischer Physiker
- Arzt, Gunther (* 1936), deutscher Rechtswissenschaftler
- Arzt, Heinrich (1874–1947), deutscher Unternehmer
- Arzt, Horst (* 1941), deutscher Kommunalpolitiker und Fußballfunktionär
- Arzt, Hugo (1877–1952), deutscher Beamter, Präsident der Reichsbahndirektion
- Arzt, Leopold (1883–1955), österreichischer Mediziner
- Arzt, Ludwig (1873–1956), deutscher Unternehmer
- Arzt, Michael (1841–1911), deutscher Unternehmer
- Arzt, Philipp Ludwig (1799–1875), deutscher Unternehmer
- Arzt, Sigmund von, katholischer Fürstbischof der Diözese Seckau
- Arzt, Simon (1814–1910), jüdischer Zigarettenfabrikant
- Arzt, Theodor (1905–1973), deutscher Schullehrer und Botaniker
- Arzt, Thomas (* 1983), österreichischer Dramatiker
- Arzt, Volker (* 1941), deutscher Diplomphysiker, Wissenschaftsjournalist, Fernsehmoderator und AutorVolker Arzt (* 1941)

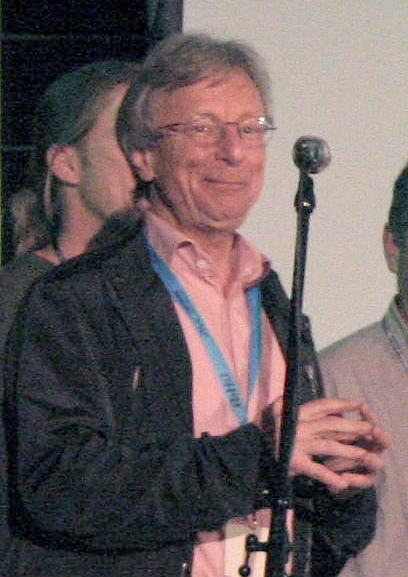
Volker Arzt (* 1941)

- Arzt-Grabner, Peter (* 1959), österreichischer Theologe und Hochschullehrer
- Arztmann, Jutta (* 1965), österreichische Politikerin (FPÖ, BZÖ, FPK), Kärntner Landtagsabgeordnete
- Arztmann, Nils (* 1999), österreichischer Schauspieler

### Arzu
- Arzú Irigoyen, Álvaro (1946–2018), guatemaltekischer Unternehmer und Politiker
- Arzú, Julio César (* 1954), honduranischer Fußballtorhüter
- Arzú, Manuel (1775–1835), Staatschef von Nicaragua
- Arzua Pereira, Ivo (1925–2012), brasilianischer Ingenieur und Politiker
- Arzuaga, Amaya (* 1970), spanische Modedesignerin
- Arzube, Juan Alfredo (1918–2007), US-amerikanischer Geistlicher und römisch-katholischer Bischof
- Arzuffi, Alice Maria (* 1994), italienische Radrennfahrerin
- Arzutanow, Juri Nikolajewitsch (1929–2019), sowjetischer bzw. russischer Ingenieur

### Arzy
- Arzybaschew, Michail Petrowitsch (1878–1927), russischer Schriftsteller
- Arzybaschewa, Natalja Pawlowna (* 1978), russische Sommerbiathletin